# أنطوان ماسون
أنطوان ماسون (بالفرنسية: Antoine Masson)‏ هو نقاش أطباق نحاسية ‏ ورسام فرنسي، ولد في 1636 في Loury, Loiret ‏ في فرنسا، وتوفي في 30 مايو 1700 في باريس في فرنسا.

## وصلات خارجية
- أنطوان ماسون على موقع الموسوعة البريطانية (الإنجليزية)